# 卢森堡公园

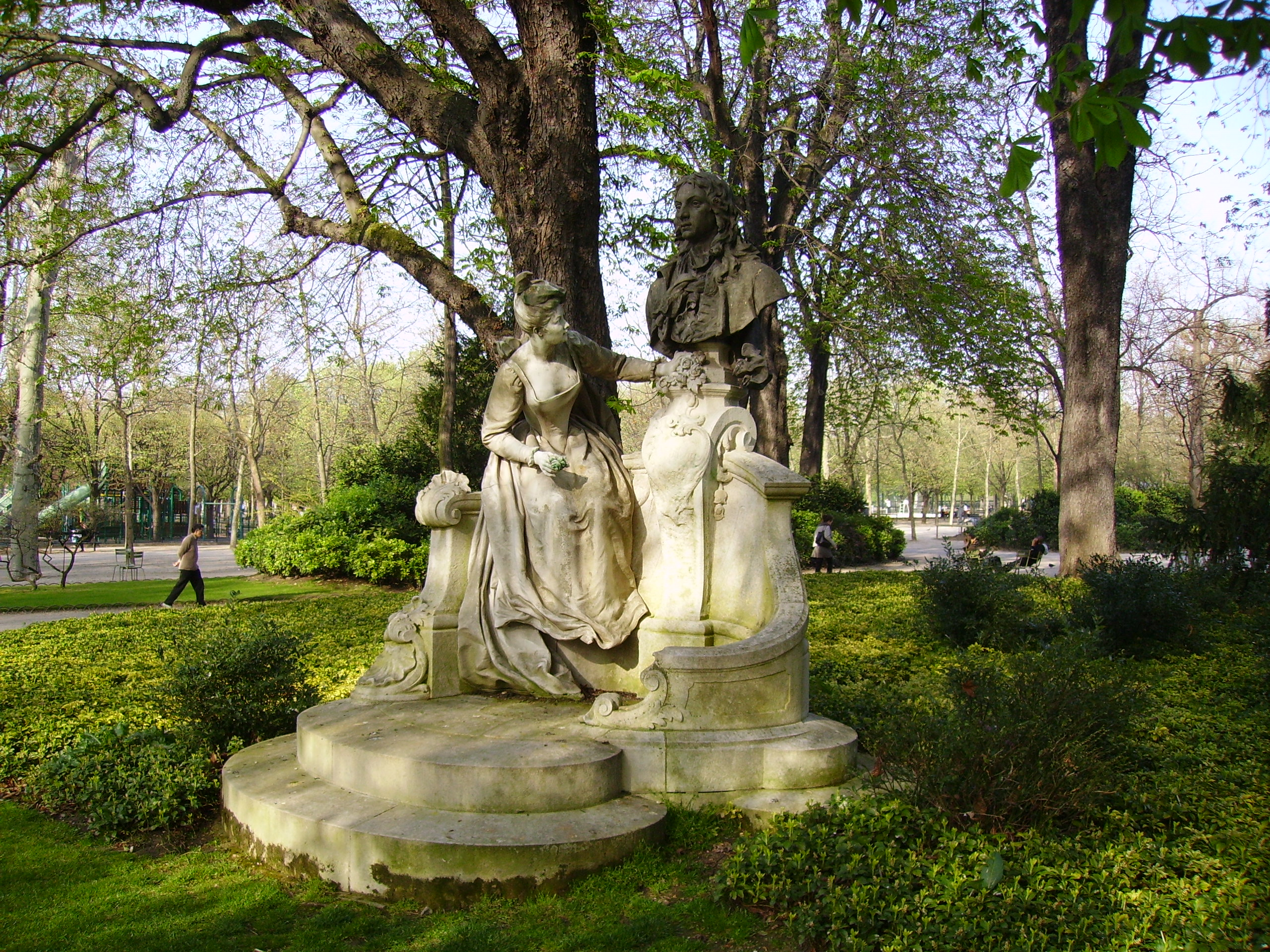
盧森堡公園內的让-安东尼·华托塑像

卢森堡公园（法語：Jardin du Luxembourg，發音：[ʒaʁdɛ̃ dy lyksɑ̃buʁ]）是一座处于巴黎第六區，拉丁区中央的公园，于1612年玛丽·德·美第奇的统治下建成。卢森堡公园面積為224,500平方公尺，如今是巴黎学生、游客聚集之地。

## 建筑物与雕塑
由一圈漂亮的镀金围栏圈着的卢森堡公园位于巴黎拉丁区的中心，其内包括：
- 卢森堡宫，法国参议院所在地。
- 卢森堡博物馆，可供举行一些临时的大型艺术展会，以其参展作品的水平而闻名。卢森堡宫与卢森堡博物馆由沃日拉爾路向连。

诸多雕像分布在公园内，展示着希腊神话中的人物，动物，以及一些像贝多芬或波德莱尔的艺术家的面目。在中央的平地上竖立着法国诸位皇后的雕像以及自由女神像，圍成一个圈。
- 世界四方喷泉（Fontaine des Quatre-Parties-du-Monde）

## 活动
公园里也举行着不同的体育活动：网球，篮球，武术，以及法国每年九月第一个星期天的掌球锦标赛的决赛。参议院的掌球场曾经举办过1900年的夏季奥运会的活动。公园的西北角，接近橘园的地方，是下国际象棋的人，不论寒暑，经常聚会的场所，而桥牌玩家则更喜欢晴暖的天气。

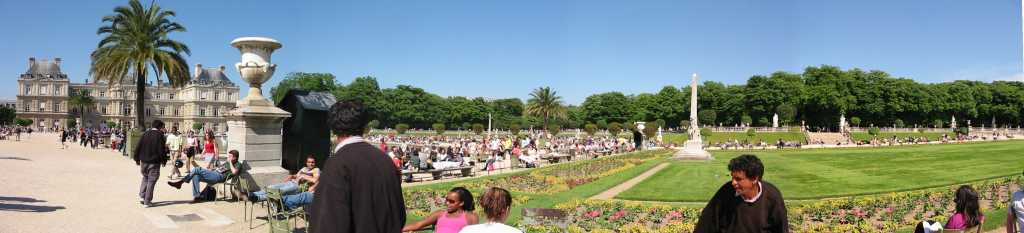
卢森堡公园广角景色，卢森堡宫左旁摄

在公园周围的围栏上经常举行着相片的展览，而公园东北角的音乐亭时常是音乐会的举行场所。公园内还偶尔演出歌剧。孩子们也有他们的活动：游乐场，骑马游园和木偶戏。在公园中央的喷泉周围，少年儿童经常玩遥控小船和放小帆船的游戏。
公园的开放时间根据白天的长度而变：
- 开门： 7点30 到 8点15 之间
- 关门： 16点45 到 21点45 之间（以日落为限）

## 画廊

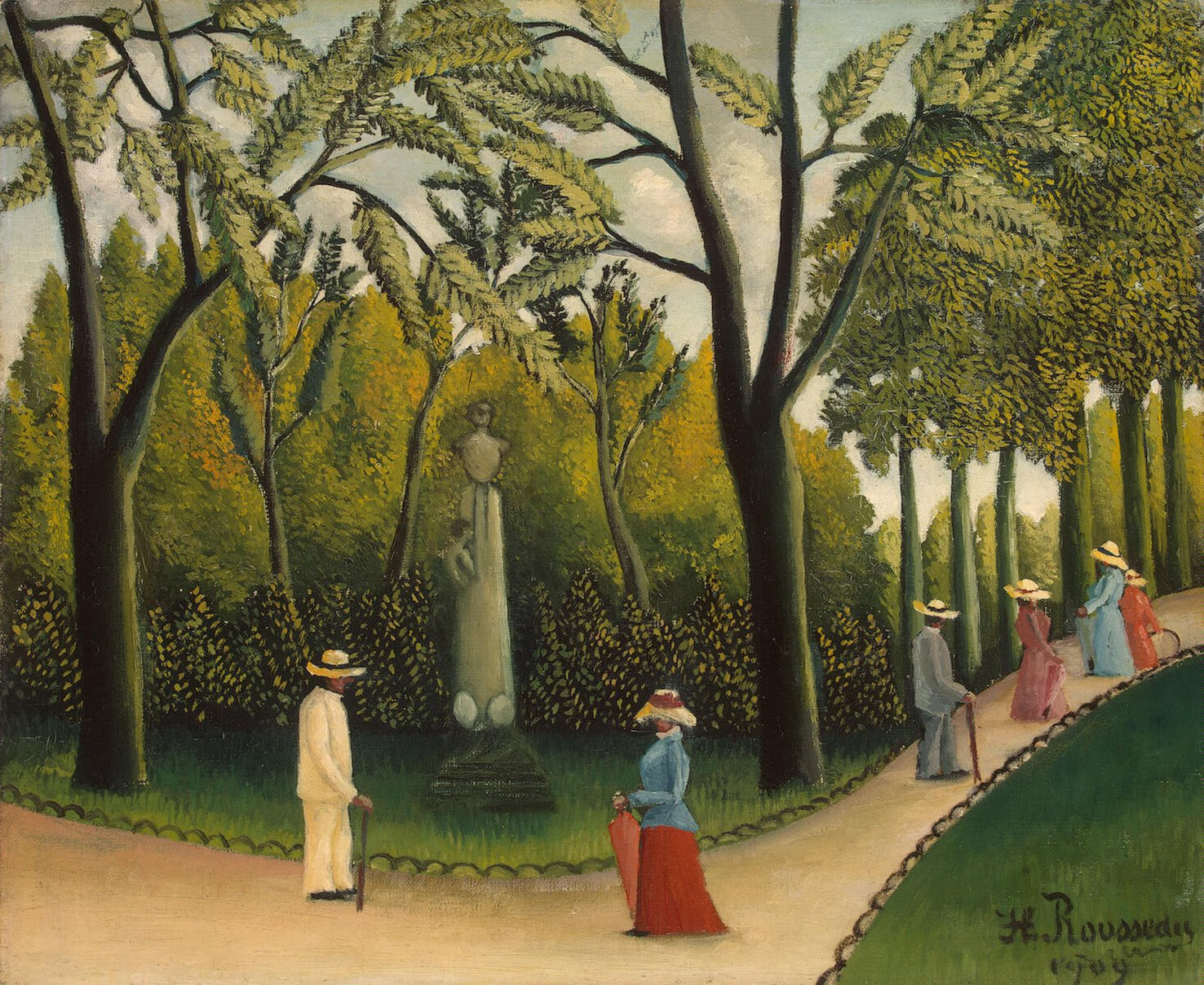
亨利·盧梭 “卢森堡公园。肖邦像”（1909）。